# Flotabilitat

Forces que actuen en la flotabilitat

La flotabilitat és la capacitat d'un cos per sostenir-se dins d'un fluid. Aquest sura quan la força resultant de la pressió exercida en la part inferior del cos és superior per força resultant del seu pes més la pressió exercida en la part superior. El cos puja fins que ambdues resultants són iguals. Per això els cossos que suren no surten volant.
A vegades la pressió exercida en la part inferior és només deguda al líquid en el qual el cos està immers. En canvi, l'exercida en la part superior sol ser una part deguda al líquid que té parcialment per damunt i una altra deguda a la pressió atmosfèrica, com és el cas d'un iceberg, per exemple.
La causa de la flotabilitat no és la densitat del cos. La causa de la flotabilitat no és l'aigua desplaçada. La causa de la flotabilitat és simplement un balanç de forces (pes (gravetat) i pressió exercida pels fluids que envolten al cos).
Es diu que un cos sura quan roman suspès en un entorn líquid o gasós, és a dir en un fluid. "Un objecte surarà sobre un fluid (tots dos sota l'efecte de la força d'una gravetat dominant) sempre que el nombre de partícules que componen l'objecte sigui menor al nombre de partícules del fluid desplaçades".
La flotabilitat ve establerta pel Principi d'Arquimedes, i si el cos fora de naturalesa compressible la seva flotabilitat es veurà modificada en variar el seu volum segons la Llei de Boyle-Mariotte.
El principi d'Arquimedes no considera la tensió superficial (capilaritat) que actua sobre el cos, però aquesta força addicional modifica només la quantitat de fluid desplaçat, de manera que el principi que la flotabilitat = pes del fluid desplaçat roman vigent.

## Tipus
La flotabilitat d'un cos dins d'un fluid estarà determinada per les diferents forces que actuïn sobre el mateix i el sentit de les mateixes.
La flotabilitat és
- positiva quan el cos tendeix a ascendir dins del fluid
- negativa quan el cos tendeix a descendir dins del fluid
- neutra quan es manté en suspensió dins del fluid.

## Aplicacions
El càlcul i modificació de la capacitat de flotació d'un cos té importants aplicacions en la vida quotidiana com poden ser:
- Disseny de naus: vaixells, submarins.
- Disseny de aeròstats: globus, zepelins.
- Pràctica d'esports subaquàtics: (busseig, pesca submarina, etc)